# Sophie Scheder
Pour les articles homonymes, voir Scheder.
Sophie Scheder est une gymnaste artistique allemande, née le 7 janvier 1997 à Wolfsburg.

## Carrière
Elle obtient la médaille d'or junior des barres asymétriques aux Championnats d'Europe de gymnastique artistique féminine 2012 à Bruxelles.
Aux Jeux européens de 2015 à Bakou, elle remporte deux médailles d'argent aux barres asymétriques et au concours par équipes.
Elle obtient la médaille de bronze des barres asymétriques aux Jeux olympiques d'été de 2016 à Rio de Janeiro.